# El Diario de Lara
El Diario de Lara fue un medio de comunicación impreso, de tamaño tabloide, que circuló en los estados Lara, Yaracuy y Portuguesa. Entró en circulación a la ciudad de Barquisimeto el 1 de octubre de 2007 hasta el 7 de agosto de 2018. Mientras estuvo en circulación se convirtió en una referencia comunicacional en la región larense y estados vecinos, siendo el único periódico vespertino de Venezuela.

## Historia
El Diario de Lara provino de una estirpe periodística que se remonta a la Carora de principio de los 900, cuando Don José Herrera Oropeza, inicia sus labores como editor en el semanario Labor. El 1 de septiembre de 1919 surge el “Diario de Carora”, cuando el propio Herrera Oropeza adquiere maquinarias propias y transforma su semanario en un medio impreso de circulación diaria.
Pasaron 81 años hasta que la tradición de la impresión en plomo dio paso al modernismo y la impresión en “frío”. Así el pequeño periódico de la Intraprovincia cede su mercado a “El Caroreño”, en el año 2000.
Con “El Caroreño” nace también Editorial Bariquigua, C. A. Esta empresa con el objetivo de sacarle mayor  provecho comercial a sus talleres, funda paralelamente “Diario El Vigía”, en el Estado Mérida, y posteriormente “El Diario de Lara”, en Barquisimeto; además de diversos semanarios y encartes, que circularon por los tres medios.
El Diario de Lara nace como matutino el 1 de octubre del 2007,  pero luego de un mes cambia a vespertino, a partir de entonces se rebautizó como el “Periódico de la Tarde”.
Desde el mes de mayo del 2013 El Diario de Lara contó con su propia rotativa, lo que permitió una mayor expansión de su circulación, mayor número de páginas y color, a su vez dispensar un mejor tratamiento informativo a las noticias. A partir de entonces circula de lunes a viernes en los municipios: Iribarren, Palavecino, Crespo, Torres, Morán y Jiménez del Estado Lara, donde se concentra más del 80% de su población; de la misma manera en los estados vecinos de Yaracuy y Portuguesa.
Se imprimo en formato tipo tabloide, tubo 32 páginas[cita requerida] y su contenido fue variado. Tenía secciones de sucesos, información general, política, nacionales , comunidad, opinión, internacionales, deportes y espectáculos. Su principal atractivo fue la presentación de noticias frescas que se producen momentos antes de entrar en circulación.